# Машилага
Машила́га — дрібний острів в Червоному морі в архіпелазі Дахлак, належить Еритреї, адміністративно відноситься до району Дахлак регіону Семіен-Кей-Бахрі.

## Географія
Розташований на південний захід від острова Дуль-Куруш. Має овальну форму, витягнутий з північного сходу на південний захід. Довжина острова 400 м, ширина до 160 м. Разом із сусідніми островами Машилага вільний від коралових рифів.